# Grand Prix-wegrace van België 1959
De Grand Prix-wegrace van België 1959 was de vijfde Grand Prix van het wereldkampioenschap wegrace in het seizoen 1959. De races werden verreden op 5 juli 1959 op het Circuit de Spa-Francorchamps nabij Malmedy. In België kwamen de 350cc-klasse en de 250cc-klasse niet aan de start. De wereldtitel in de 500cc-klasse was al beslist. De zijspanklasse sloot haar seizoen in België af en daardoor werd ook de wereldtitel hier beslist.

## Algemeen
Net als in de TT van Man en de TT van Assen had men in België een alternatieve race bedacht om de 350cc-race te vervangen: de "Formule 1 race" voor 350cc-motorfietsen maar zonder de fabrieksracers (lees: zonder MV Agusta). Zo kon er ook eens iemand anders dan John Surtees winnen en dat werd Gary Hocking. Horst Fügner kwam in de 125cc-tace zo hard ten val dat hij zijn carrière moest beëindigen.

## 500cc-klasse
Hoewel hij de wereldtitel al binnen had, ging John Surtees gewoon door met winnen. Hij reed Gary Hocking en Geoff Duke op grote achterstand. MV Agusta-teamgenoot Remo Venturi werd slechts vijfde, nog achter Bob Brown. Daardoor kwam Venturi in de WK-stand onder druk van Brown te staan.
| Pos | Coureur            | Merk      | Tijd      | Punten |
| --- | ------------------ | --------- | --------- | ------ |
| 1   | John Surtees       | MV Agusta | 1:06"06'5 | 8      |
| 2   | Gary Hocking       | Norton    | +1"48'6   | 6      |
| 3   | Geoff Duke         | Norton    | +2"11'0   | 4      |
| 4   | Bob Brown          | Norton    | +2"12'8   | 3      |
| 5   | Remo Venturi       | MV Agusta | +2"50'1   | 2      |
| 6   | Bob Anderson       | Norton    | +3"01'5   | 1      |
| 7   | Tom Phillis        | Norton    | +3"10'6   |        |
| 8   | Dickie Dale        | BMW       | +3"11'0   |        |
| 9   | Jim Redman         | Norton    | +3"11'4   |        |
| 10  | Derek Minter       | Norton    | +1 ronde  |        |
| 11  | Geoff Tanner       | Norton    | +1 ronde  |        |
| 12  | Raymond Bogaerdt   | Norton    | +1 ronde  |        |
| 13  | Mike Hailwood      | Norton    | +1 ronde  |        |
| 14  | Jules Nies         | Matchless | +1 ronde  |        |
| 15  | Raymond Hanset     | Norton    | +1 ronde  |        |
| 16  | Hans-Günther Jäger | BMW       | +1 ronde  |        |
| 17  | Jean-Pierre Bayle  | Norton    | +3 ronden |        |

| Coureur        | Merk   | Oorzaak |
| -------------- | ------ | ------- |
| John Hempleman | Norton |         |
| Alfredo Milani | Gilera |         |
| Ken Kavanagh   | Norton |         |

| Coureur        | Merk      | Oorzaak |
| -------------- | --------- | ------- |
| Ron Miles      | Norton    |         |
| Alois Huber    | BMW       |         |
| Alistair King  | Norton    |         |
| Bob McIntyre   | Norton    |         |
| Derek Powell   | Matchless |         |
| Terry Shepherd | Norton    |         |
| Paddy Driver   | Norton    |         |

### Top tien tussenstand 500cc-klasse
| Pos | Coureur                       | Merk      | Ptn     |
| --- | ----------------------------- | --------- | ------- |
| 1   | John Surtees (wereldkampioen) | MV Agusta | 32 (40) |
| 2   | Remo Venturi                  | MV Agusta | 18      |
| 3   | Bob Brown                     | Norton    | 17      |
| 4   | Gary Hocking                  | Norton    | 10      |
| 5   | Alistair King                 | Norton    | 6       |
| 5   | Dickie Dale                   | BMW       | 6       |
| 7   | Geoff Duke                    | Norton    | 4       |
| 8   | Derek Powell                  | Matchless | 3       |
| 8   | Ken Kavanagh                  | Norton    | 3       |
| 10  | Paddy Driver                  | Norton    | 2       |
| 10  | Bob McIntyre                  | Norton    | 2       |
| 10  | Terry Shepherd                | Norton    | 2       |
| 10  | John Hempleman                | Norton    | 2       |
| 10  | Jim Redman                    | Norton    | 2       |

## 125cc-klasse
Na een inhaalrace won Carlo Ubbiali de 125cc-race voor zijn teamgenoot Tarquinio Provini. Luigi Taveri, die van MZ was overgestapt naar het fabrieksteam van Ducati, werd derde.
| Pos | Coureur           | Merk      | Tijd    | Punten |
| --- | ----------------- | --------- | ------- | ------ |
| 1   | Carlo Ubbiali     | MV Agusta | 42"33'4 | 8      |
| 2   | Tarquinio Provini | MV Agusta | +0'4    | 6      |
| 3   | Luigi Taveri      | Ducati    | +10'5   | 4      |
| 4   | Derek Minter      | MZ        | +1"12'6 | 3      |
| 5   | Ken Kavanagh      | Ducati    | +1"25'4 | 2      |
| 6   | Karl Kronmüller   | Ducati    | +5"17'3 | 1      |
| 7   | Werner Spinnler   | Ducati    | +5"29'3 |        |
| 8   | Bruno Spaggiari   | Ducati    |         |        |

| Coureur      | Merk | Oorzaak |
| ------------ | ---- | ------- |
| Horst Fügner | MZ   | Val     |

| Coureur         | Merk               |
| --------------- | ------------------ |
| Ernst Degner    | MZ                 |
| Werner Musiol   | MZ                 |
| Arthur Wheeler  | Ducati             |
| Mike Hailwood   | Ducati             |
| Alberto Pagani  | Ducati / MV Agusta |
| Francesco Villa | Ducati             |
| Naomi Taniguchi | Honda              |
| Gary Hocking    | MZ / MV Agusta     |
| Ulf Svensson    | Ducati             |

### Top tien tussenstand 125cc-klasse
| Pos | Coureur           | Merk        | Ptn |
| --- | ----------------- | ----------- | --- |
| 1   | Carlo Ubbiali     | MV Agusta   | 26  |
| 2   | Tarquinio Provini | MV Agusta   | 20  |
| 3   | Mike Hailwood     | Ducati      | 12  |
| 4   | Luigi Taveri      | MZ / Ducati | 10  |
| 5   | Bruno Spaggiari   | Ducati      | 8   |
| 6   | Horst Fügner      | MZ          | 6   |
| 7   | Derek Minter      | MZ          | 5   |
| 8   | Francesco Villa   | Ducati      | 3   |
| 8   | Ken Kavanagh      | Ducati      | 3   |
| 10  | Ernst Degner      | MZ          | 1   |
| 10  | Karl Kronmüller   | Ducati      | 1   |

## Zijspanklasse
Florian Camathias kwam met een kleine puntenvoorpsrong naar België, maar hij viel uit en Walter Schneider/Hans Strauß profiteerden daar optimaal van. Met hun overwinning werden ze voor de tweede keer wereldkampioen.
| Pos | Coureur           | Bakkenist          | Merk | Tijd    | Punten |
| --- | ----------------- | ------------------ | ---- | ------- | ------ |
| 1   | Walter Schneider  | Hans Strauß        | BMW  | 42"08'7 | 8      |
| 2   | Jo Rogliardo      | Marcel Godillot    | BMW  | +1"41'4 | 6      |
| 3   | Fritz Scheidegger | Horst Burkhardt    | BMW  | +2"14'9 | 4      |
| 4   | Edgar Strub       | Roland Föll        | BMW  | +2"18'7 | 3      |
| 5   | Bill Beevers      | John Chisnell      | BMW  | +2"50'8 | 2      |
| 6   | Joseph Duhem      | Robert Burtin      | BMW  | +3"54'1 | 1      |
| 7   | August Rohsiepe   | Arthur Gardyanczik | BMW  | +5"35'5 |        |

| Coureur           | Bakkenist    | Merk | Oorzaak |
| ----------------- | ------------ | ---- | ------- |
| Florian Camathias | Hilmar Cecco | BMW  |         |

| Coureur    | Bakkenist    | Merk | Oorzaak       |
| ---------- | ------------ | ---- | ------------- |
| Max Deubel | Horst Höhler | BMW  | Geen licentie |

| Coureur        | Bakkenist                      | Merk    |
| -------------- | ------------------------------ | ------- |
| Alwin Ritter   | Peter Joss                     | BMW     |
| Helmut Fath    | Alfred Wohlgemuth              | BMW     |
| Loni Neußner   | Edwin Blauth en Tony Partridge | BMW     |
| Bill Boddice   | Bill Canning                   | Norton  |
| Owen Greenwood | Terry Fairbrother              | Triumph |
| Pip Harris     | Ray Campbell                   | BMW     |

### Top tien eindstand zijspanklasse
| Pos | Coureur           | Bakkenist                                         | Merk   | Ptn |
| --- | ----------------- | ------------------------------------------------- | ------ | --- |
| 1   | Walter Schneider  | Hans Strauß                                       | BMW    | 28  |
| 2   | Florian Camathias | Hilmar Cecco                                      | BMW    | 22  |
| 3   | Fritz Scheidegger | Horst Burkhardt                                   | BMW    | 18  |
| 4   | Edgar Strub       | Jo Siffert, Mick Woollett en Roland Föll          | BMW    | 12  |
| 5   | Helmut Fath       | Alfred Wohlgemuth                                 | BMW    | 10  |
| 6   | Jo Rogliardo      | Marcel Godillot                                   | BMW    | 8   |
| 7   | Pip Harris        | Ray Campbell                                      | BMW    | 6   |
| 8   | Max Deubel        | Horst Höhler                                      | BMW    | 4   |
| 9   | Loni Neußner      | Edwin Blauth, Tony Partridge en Manfred Großbaier | BMW    | 4   |
| 10  | Bill Boddice      | Bill Canning                                      | Norton | 2   |
| 10  | Bill Beevers      | John Chisnell                                     | BMW    | 2   |

1921 · 1922 · 1923 · 1924 · 1925 · 1926 · 1927 · 1928 · 1929 · 1930 · 1931 · 1932 · 1933 · 1934 · 1935 · 1936 · 1937 · 1938 · 1939 · 1947 · 1948 · 1949 · 1950 · 1951 · 1952 · 1953 · 1954 · 1955 · 1956 · 1957 · 1958 · 1959 · 1960 · 1961 · 1962 · 1963 · 1964 · 1965 · 1966 · 1967 · 1968 · 1969 · 1970 · 1971 · 1972 · 1973 · 1974 · 1975 · 1976 · 1977 · 1978 · 1979 · 1980 · 1981 · 1982 · 1983 · 1984 · 1985 · 1986 · 1988 · 1989 · 1990